# Sassan Niasseri

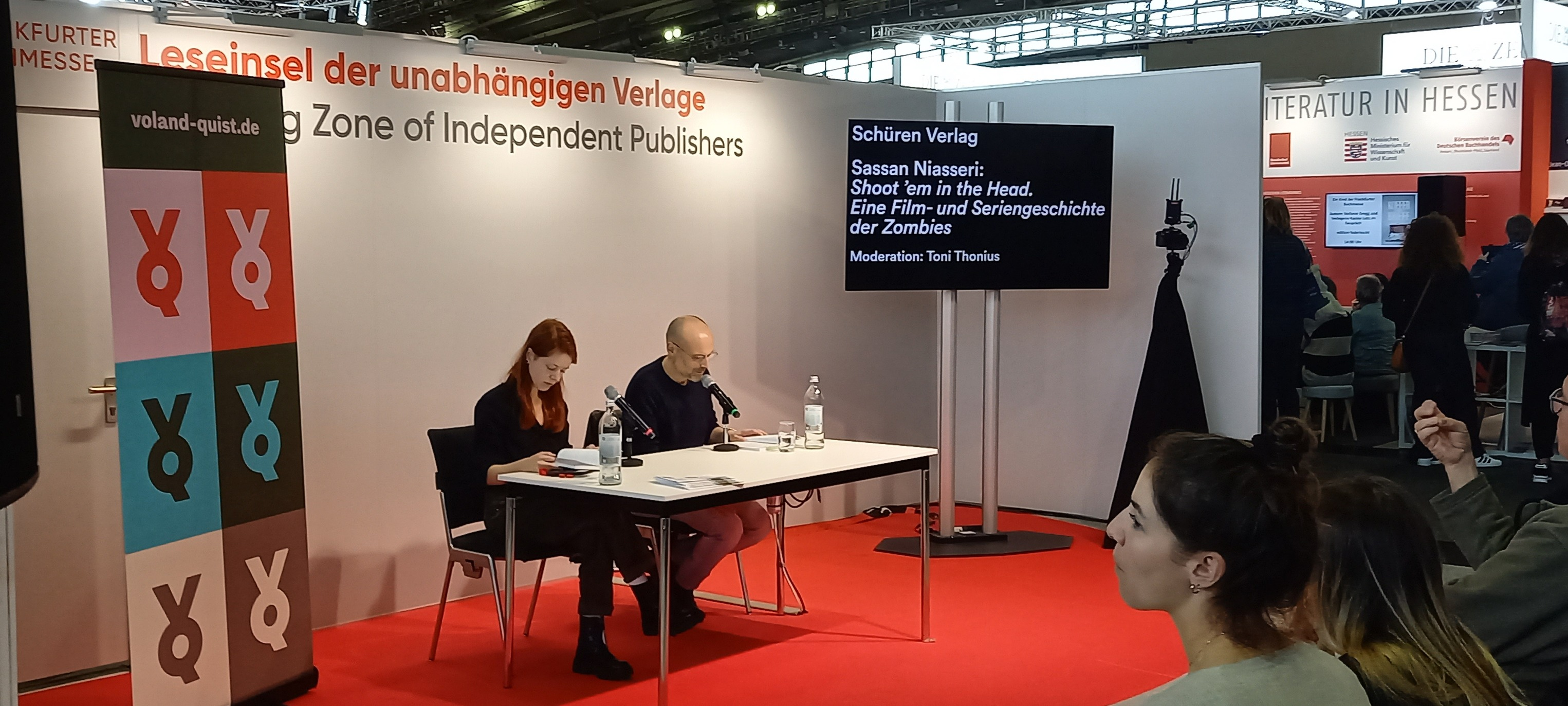

Sassan Niasseri (* 1975 in Stadthagen) ist ein deutscher Journalist, Autor und Podcaster.

## Leben
Sassan Niasseri wuchs in Varel (Friesland) auf und studierte nach dem Abitur 1995 Psychologie an der Freien Universität Berlin. Nach seinem Diplom begann er ein Volontariat beim Berliner Stadtmagazin Tip, wo er nach Ende seiner Ausbildung als Literaturredakteur arbeitete. Nach Stationen als freier Journalist (u. a. Tagesspiegel, Berliner Zeitung, Zeit Online, Spiegel Online) arbeitete er ab 2010 als Online-Redakteur beim Musikexpress.
Im Jahr 2013 übernahm er die Leitung der Online-Redaktion vom deutschen Rolling Stone, seit dem Jahr 2019 leitet er die Onlineredaktionen des Rolling Stone und des Musikexpress. In seinen Texten befasst er sich überwiegend mit Popkultur, Musik und Film. Er ist Co-Host des seit 2019 wöchentlich erscheinenden Rolling-Stone-Podcasts Freiwillige Filmkontrolle. In seinen Filmsachbüchern befasst er sich mit der Geschichte der Fantasy, Science-Fiction und des Horrors in Kino und Film.
Über sein Buch Shoot `em in the Head urteilte der Filmkritiker Hans Helmut Prinzler, es sei „sehr zu empfehlen“, über A Lifetime Full of Fantasy: Das Phantastische Kino – Aufstieg Fall und Comeback urteilte der EKZ Bibliotheksservice: „Die Lesenden erwartet ein sehr gut recherchiertes Buch, das sich nicht mit Inhaltsreferat aufhält, sondern sich detailreich mit den Produktions- und Rezeptionsumständen befasst, an denen sich die Entwicklung des Fantasy-Genres insgesamt ablesen lässt.“ Die Welt bezeichnete „DEFCON 1 – Die Geschichte des Atombombenkinos“ als „Standardwerk“ und schrieb: „Sassan Niasseri beschreibt die Wechselwirkung zwischen Kunst, Politik und Gesellschaft in Vergangenheit und Gegenwart – und legt damit eine Untersuchung vor, die besser nicht in unsere Zeit passen könnte.“

## Publikationen (Auswahl)
- A Lifetime Full of Fantasy – Das Phantastische Kino: Aufstieg, Fall und Comeback. Schüren Verlag, 2021, ISBN 978-3-7410-0396-7.
- Shoot `em in the Head: eine Film- und Seriengeschichte der Zombies. Schüren Verlag, 2023, ISBN 978-3-7410-0432-2.
- DEFCON 1 – Die Geschichte des Atombombenkinos. Schüren Verlag, 2025, ISBN 978-3-7410-0496-4